# TheGuardian.com
TheGuardian.com, precedentemente noto come Guardian.co.uk e Guardian Unlimited, è un sito web di notizie e media britannico di proprietà del Guardian Media Group. Contiene quasi tutto il contenuto dei giornali The Guardian e The Observer, oltre a un consistente corpus di lavori solo sul web prodotti dallo staff, incluso un servizio di notizie a rotazione. A novembre 2014 era il secondo quotidiano online più popolare nel Regno Unito con oltre 17 milioni di lettori al mese; con oltre 21 milioni di lettori mensili, Mail Online era il più popolare.
Il sito è costituito da una pagina di notizie fondamentali, con sezioni e sottosezioni inferiori che coprono argomenti tra cui sport, affari, ambiente, tecnologia, arte e media e stile di vita. TheGuardian.com è noto per il suo impegno verso i propri lettori, manifestato ad esempio dai talkboard di lunga data e da una più recente rete di blog. I suoi sette blog sono stati affiancati il 14 marzo 2006 da una nuova sezione commenti, "Comment is free", che da allora è confluita nella sua sezione Opinion.
Il sito può essere visualizzato senza costi o registrazione, anche se alcuni servizi come lasciare commenti sugli articoli richiedono la registrazione degli utenti. A marzo 2009, Guardian.co.uk ha lanciato la sua API, utilizzando il protocollo OAuth e rendendo disponibile all'uso un'ampia gamma di contenuti Guardian per sviluppatori di applicazioni web.

## Proprietà
TheGuardian.com fa parte del Guardian Media Group, proprietario di giornali, stazioni radiofoniiche e nuovi media, tra cui il quotidiano The Guardian e il settimanale domenicale The Observer. Guardian Media Group è di proprietà dello Scott Trust, una fondazione di beneficenza che mira a garantire l'indipendenza editoriale permanente del giornale, mantenendo la sua salute finanziaria per garantire che non diventi vulnerabile all'acquisizione da parte di gruppi di media a scopo di lucro: ciò, come spesso accade, porterebbe ad un serio compromesso editoriale.

## Storia
Guardian.co.uk è stato lanciato nel 1999, nascendo dal Guardian New Media Lab. La sua popolarità è aumentata vertiginosamente dopo gli attacchi dell'11 settembre negli Stati Uniti nel 2001, soprattutto perché il The Guardian in tale occasione aveva dato spazio nelle pubblicazioni a una grande varietà di punti di vista differenti. Il sito ha vinto la categoria di Miglior Giornale ai Webby Awards nel 2005, nel 2006 e nel 2007, battendo il New York Times, il Washington Post, il Wall Street Journal e Variety .
Nel 2006, Guardian.co.uk ha registrato il suo primo anno redditizio, con entrate provenienti principalmente da assunzioni e pubblicità. A maggio 2007, Guardian.co.uk ha avviato un programma di 18 mesi di riprogettazione e di aggiunta di funzionalità a livello dell'intero sito web, iniziando con la sezione viaggi, quindi spostandosi attraverso il resto del sito e la prima pagina, e infine aggiornando le funzionalità del blog e della community. Il 30 luglio 2013, il sito Web è stato spostato da guardian.co.uk a theguardian.com nell'ambito di maggiori investimenti per crescere a livello globale.
Nel 2018 TheGuardian.com si è unito ai concorrenti News UK (The Times, The Sunday Times, The Sun) e The Daily Telegraph per creare una piattaforma congiunta, chiamata The Ozone Project, affinché gli inserzionisti potessero acquistare spazi pubblicitari online sui principali siti di notizie. Qualche mese dopo, Reach plc (prima Trinity Mirror) si è unita alla piattaforma, portandovi quasi tutti i giornali nazionali del Regno Unito.

## Sottositi e pubblicazioni online correlate

### Guardian Sport
La sezione Sport del Guardian ha subìto un'importante transizione digitale, diventando un sito Web popolare e rispettato e fornendo notizie, risultati, resoconti delle partite e commenti in diretta su una miriade di sport diversi.
La copertura sportiva di TheGuardian.com è stata pioniera nel settore dei giornali online nel Regno Unito e si è concentrata principalmente sul calcio. Ne sono esempio i commenti di testo in diretta di ben 115 partite di calcio della Premier League e di ogni partita della Coppa del Mondo FIFA, nonché alcune riprese in diretta di FA Cup, Champions League, Europa League e occasionali partite di La Liga, Coppa di Lega e playoff.

#### "The Fiver"
"The Fiver" è una newsletter quotidiana sul calcio. A carattere perlopiù umoristico, è disponibile nella sezione Sport o tramite newsletter. Arriva alle caselle di posta degli abbonati alle 17:00 circa del Guardian Standard Time, dal lunedì al venerdì (da qui il nome "Fiver", perché si tratta di un arco di cinque, cioè five giorni). Non compare nell'edizione cartacea del The Guardian. "The Fiver" gode di un seguito mondiale, e tra i suoi scrittori si annoverano Paul Doyle e Barry Glendenning, tutti facenti parte del team di scrittori sportivi del Guardian .

### "Comment is free"
"Comment is free" (abbreviato in Cif) era una sezione di commenti e opinioni politiche all'interno di TheGuardian.com, rivolti ai giornali The Guardian e The Observer, e includeva anche i contributi di oltre altri 600 scrittori. La sezione è stata curata da Natalie Hanman; il suo sottosito dedicato agli affari religiosi, "Cif belief", è stato curato da Andrew Brown . È stato lanciato il 14 marzo 2006, con Georgina Henry come editor di lancio. Il design tecnico originale e la progettazione erano stati curati da Ben Hammersley, che si era basato sulla piattaforma di blog Movable Type . Nel suo ultimo periodo di vita, Cif funzionava grazie a un sistema personalizzato creato da Guardian che usava Pluck per i commenti.
Il nome del sito deriva da una frase di un famoso saggio scritto da un editor veterano del Guardian, CP Scott : "Commentare è gratis, ma i fatti sono sacri".
Il sito ha applicato rigorosamente la sua politica di conversazione prendendosi cura di moderare tutti i commenti pubblicati. Per argomenti particolarmente delicati, i commenti possono essere moderati prima della pubblicazione. I moderatori potevano rimuovere i post che violavano gli Standard della community del sito (di solito lasciando un indicatore di rimozione), senza però modificarli.
"Comment is free" è stato fuso alla sezione "Opinion" di TheGuardian.com: il processo di unificazione è iniziato a fine 2014 con l'edizione statunitense e si concluso all'inizio del 2015 con l'edizione britannica. Il titolo "Comment is free" non è più utilizzato, sebbene commentisfree sia rimasto nell'URL.

### Guardian America
Guardian America era una versione americana del sito di notizie britannico Guardian Unlimited. La strategia, destinata a conquistare più lettori statunitensi, è stata abbandonata nell'ottobre del 2009.
Gran parte del contenuto di Guardian America era estrapolato da Guardian Unlimited e The Guardian, sebbene alcuni contenuti fossero prodotti appositamente per Guardian America.
Guardian US, lanciato a settembre 2011, è la versione online americana di The Guardian e ha sede a New York City. GuardianAmerica.com ora reindirizza alla pagina delle tematiche sugli Stati Uniti di The Guardian .

## Lettori
TheGuardian.com è uno dei principali giornali online del Regno Unito. È diventato il primo quotidiano del Regno Unito ad avere più di 25 milioni di utenti unici in un mese (ottobre 2008). Il 7 luglio 2005, in seguito agli attentati di Londra, 1,3 milioni di utenti hanno visitato il sito visualizzando un totale di 7,8 milioni di pagine, all'epoca un record per guardian.co.uk.
Ad agosto 2010 era il secondo sito web di giornali britannici più popolare dopo Mail Online, con quasi 34,6 milioni di utenti mensili e 13,7 milioni di utenti britannici unici mensili. A maggio 2011 ha raggiunto i 2,8 milioni di visitatori quotidiani e i 51,3 milioni al mese, contro i 4,4 e i 77,3 milioni di MailOnline. A maggio 2013, sulla base del National Readership Survey e delle statistiche di comScore, era il sito Web di giornali britannici più popolare, con 8,2 milioni di visitatori mensili: più di Mail Online, che ne aveva 7,6.

## Premi
- British Press Awards:[21]
  - "Innovazione digitale dell'anno" (2008, 2009)
  - "Giornalista digitale dell'anno" (Sean Smith, 2008; Dave Hill, 2009)

I premi sono stati creati nel 2008.
Il premio di "Giornalista politico dell'anno" del 2011 ad Andrew Sparrow del Guardian " è stato particolarmente significativo perché ha conferito riconoscimento all'impatto del suo blog live sulle elezioni generali: una ricompensa per l'innovazione, oltre che per i reportage".
Nel 2009 il The Guardian ha ricevuto la nomination (pur senza vincerla) all'Webby Award per "Miglior Copy/Writing". Tuttavia, il sito secondario Cif belief è stato nominato e ha vinto il Webby nella categoria di miglior sito su religione e spiritualità.